# Lulins komet
C/2007 N3 (Lulin) eller Lulins komet är en icke-periodisk komet. Den upptäcktes 11 juli 2007 av Quanzhi Ye som tittade på bilder tagna av Chi Sheng Lin. Objektet togs först för att vara en asteroid. 
Den 17 juli kunde J. Young se en koma och konstaterade att det rörde sig om en komet. Man kunde senare konstatera att kometen har en hyperbolisk omloppsbana och kommer att lämna solsystemet efter periheliepassagen. I februari 2009 kommer kometen att befinna sig bara 0,41 AU från jorden.
I februari 2009 kommer troligen kometen nå en skenbar magnitud på 6. Morgonen den 6 februari hade den nått en magnitud av 5,8-6,4.